# Réger Zita
Réger Zita (Veszprém, 1944. november 1. – Budapest, 2001. január 4.) nyelvész, az antropológiai nyelvészet és a gyermeknyelvi kutatás nemzetközi hírű alakja.

## Életpályája
Klasszika-filológusnak készült, majd az 1970-es évek elején kezdett magyar-lovári (cigány) kétnyelvű gyermekek nyelvelsajátításával, illetve nyelvfejlődésével foglalkozni. Az elsők között mutatott rá, hogy kétnyelvűségből fakadó hátrányok leküzdésére csak integrált osztályokban van reális esély. Az 1980-as évektől munkatársaival több, nagyszabású pszicho- és szociolingvisztikai kutatást végzett, érdeklődése homlokterébe ekkor az anya-gyermek kommunikáció és a nyelvi szocializáció réteg- és közösségspecifikus sajátosságai kerültek.

## Munkássága
Vekerdi Józseffel folytatott vitájában meggyőzően bizonyította, hogy a csak szóbeliségben létező, kisebbségi nyelvek vizsgálatára a normatív szemléletű, ún. "nemzeti" nyelvtudomány alapjaiban alkalmatlan.
Felismerte, hogy a nyelvi hátrányként ismert jelenségcsoport oka nem az eltérő anyanyelv, hanem a többségitől eltérő nyelvi szocializáció és normarendszer.
„Utak a nyelvhez – nyelvi szocializáció, nyelvi hátrány” c. könyve több egyetemen és főiskolán tananyag.